# Óscar Haza
Oscar Haza (San Carlos, Santo Domingo, 1954) es un periodista dominicano radicado en Miami (Estados Unidos). Fue conductor de su programa "A Mano Limpia" en Puerto Rico por el canal digital CV24.2 (AMERICA CV NETWORK) y en Miami Florida por América TeVe Canal 41.  Actualmente es presentador de su Programa Ahora con Oscar Haza en el canal MEGA TV.

## Biografía
A la edad de 22 años se mudó a la ciudad de Miami con el objetivo de desarrollar su carrera como periodista. En la actualidad conduce el popular programa Ahora con Oscar Haza, que transmite el canal Mega TV.
Nacido en Santo Domingo, República Dominicana, Oscar Haza pertenece a una de las familias con mayor trayectoria en los medios de comunicación de su país. Su padre, Luis Felipe Haza del Castillo, fue un pionero de la televisión nacional, mientras su tía, la reconocida soprano dominicana Ivonne Haza, fue maestra de canto de varias generaciones de artistas y directora en dos ocasiones del Teatro Nacional de Santo Domingo.
Inicialmente Haza se inclinó hacia los deportes (a los 17 años, en 1970, integró la selección nacional de basketball de República Dominicana que participó en los XI Juegos Centroamericanos y del Caribe en Panamá), pero luego realizó estudios superiores en Ciencias Jurídicas y Políticas en la Universidad Nacional Pedro Henríquez Ureña, y de Comunicación Social en la Universidad Autónoma de Santo Domingo.
Con una experiencia de 33 años en los medios de comunicación de su país y Estados Unidos, Haza ha sido corresponsal de guerra para las cadenas Univisión y Telemundo y Director de Noticias de la emisora WQBA 1140 en tres oportunidades.
Fue el conductor del programa estelar de la televisión local “A Mano Limpia”, que se transmitía de lunes a viernes a las 8 de la noche por América Teve Canal 41 y presentador y productor de “Ahora con Oscar Haza”, un programa matutino diario en WQBA 1140 y Mega TV.
Por su trayectoria periodística Haza ha recibido decenas de reconocimientos, incluyendo varios Emmys, premios ACE de Nueva York y Premio Cervantes de la Universidad Nova por sus aportes a la difusión del idioma español en los medios estadounidenses.
Haza está casado con la venezolana Nereyda Cohen, con quien tiene dos hijos, Luis Felipe e Ingrid Marie. De un matrimonio anterior tiene otros dos hijos, Rolando Oscar y Michelle Marie.